# Espino (paroisse civile)
Pour les articles homonymes, voir Espino.
Espino est l'une des deux paroisses civiles de la municipalité de Leonardo Infante dans l'État de Guárico au Venezuela. Sa capitale est Espino.

## Géographie

### Démographie
Hormis sa capitale Espino, la paroisse civile comporte plusieurs localités, dont :
- Espino
- La California
- Las Garzas
- Parmana
- Rabanal
- Zanjonote